# Nizza-Alassio 1983
La Nizza-Alassio 1983, quinta edizione della corsa, si svolse il 24 febbraio 1983 su un percorso di 164 km. La vittoria fu appannaggio del francese Eric Dall'Armellina, che completò il percorso in 4h18'45", precedendo i connazionali Gilbert Duclos-Lassalle e Yvon Bertin.

## Ordine d'arrivo (Top 10)
| Pos. | Corridore               | Squadra                | Tempo    |
| ---- | ----------------------- | ---------------------- | -------- |
| 1    | Eric Dall'Armellina     | Sem-France Loire-Mavic | 4h18'45" |
| 2    | Gilbert Duclos-Lassalle | Peugeot-Shell-Michelin | ?        |
| 3    | Yvon Bertin             | Coop-Mercier-Mavic     | ?        |
| 4    | Pol Verschuere          | Bianchi-Piaggio        | ?        |
| 5    | Ralf Hofeditz           | Wolber-Spidel          | ?        |
| 6    | Dario Mariuzzo          | Sammontana-Campagnolo  | ?        |
| 7    | Emanuele Bombini        | Malvor-Bottecchia      | ?        |
| 8    | Laurent Biondi          | La Redoute             | ?        |
| 9    | Enrico Montanari        | Termolan-Galli-CIÖCC   | ?        |
| 10   | Philippe Saude          | Renault-Elf-Gitane     | ?        |